# (73287) 2002 JO64
(73287) 2002 JO64 – planetoida z pasa głównego asteroid okrążająca Słońce w ciągu 3,26 lat w średniej odległości 2,2 j.a. Odkryta 9 maja 2002 roku.